# Jakob Seisenegger
Jakob Seisenegger, podepisující se i jako Seisenecker či Zeyssnecker (1505 Waidhofen an der Ybbs ? – 1567 Linec), byl od roku 1531 dvorním malířem českého a později i římského krále Ferdinanda I. Habsburského (1503–1564). Jeho hlavním úkolem bylo malovat reprezentativní portréty císaře a členů jeho rodiny. Již jako dvorní malíř Seisenegger často pobýval v Praze, kde portrétoval nejen císařskou rodinu, ale i českou a moravskou šlechtu.

## Životopis
O životě a malířské průpravě Jakoba Seiseneggera před rokem 1530 je málo ověřených dat. Předpokládá se, že se mohl vyučit v dílně Jörga Kölderera v Innsbrucku, která v minulosti pracovala pro císaře Maxmiliána I. Později působil v Čechách jako portrétista rodiny Adama I. z Hradce (1494–1531), nejvyššího kancléře Českého království. Pro něho namaloval portrétní triptych jeho rodiny, který nejen signoval, ale i datoval. Tyto první doložené Seiseneggerovy obrazy dokládají jeho ovlivnění malíři podunajské školy, především Albrechtem Altdorferem (1480?–1538). Pod tímto vlivem začal zdůrazňovat barevnost a věnoval pozornost vztahu portrétovaných postav k jejich okolí.

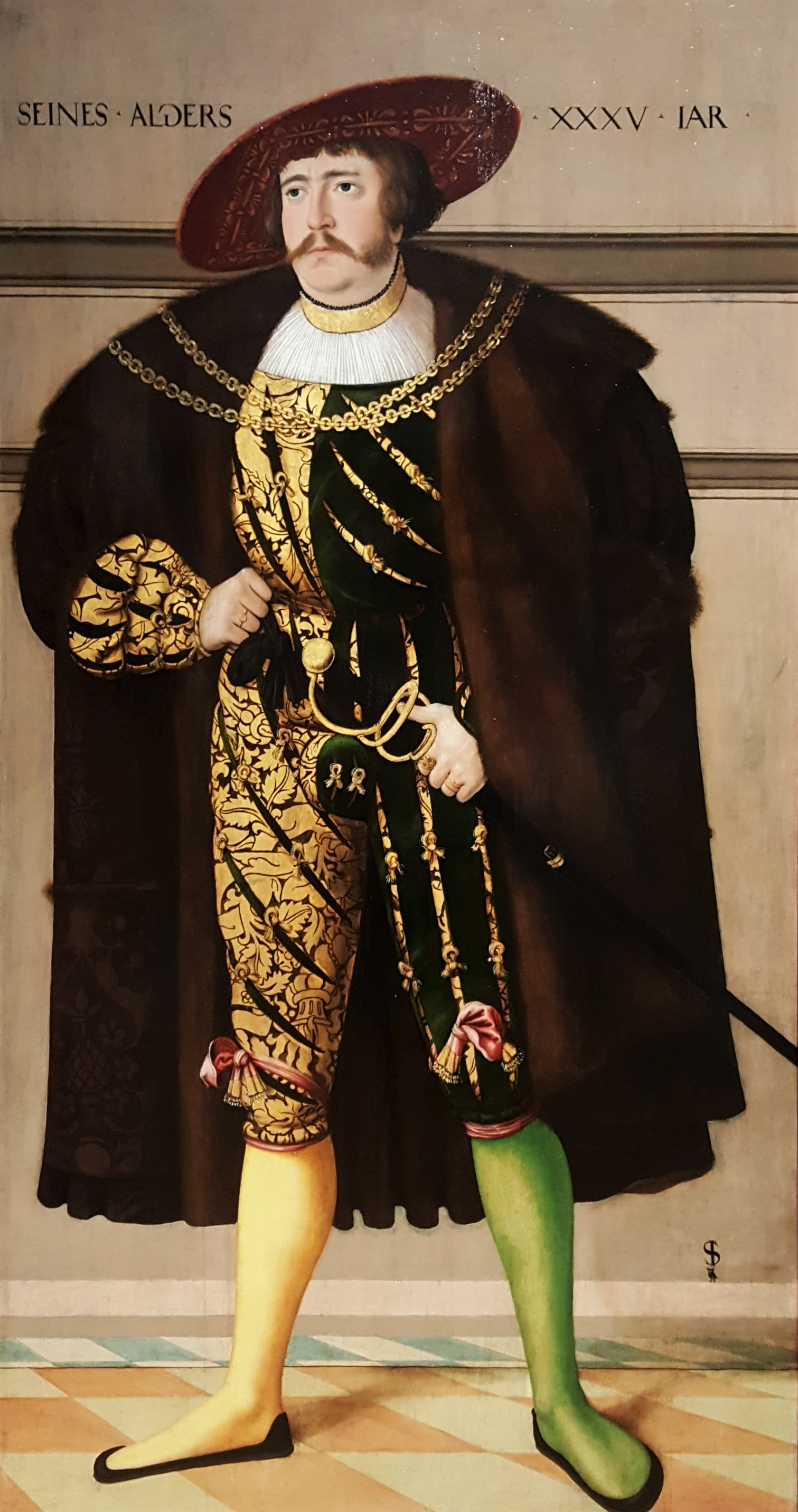
Portrét Adama I. z Hradce (detail, 1529, tempera na dřevě, Státní zámek v Telči)

Doložena je až Seiseneggerova účast na říšském sněmu v Augsburgu (1530). Během sněmu namaloval několik portrétů členů rodiny českého krále Ferdinanda I. a ten ho v následujícím roce jmenoval dvorním malířem. Ve stejné době Seisenegger namaloval portrét císaře Karla V. v černém kostýmu se zlatým lemováním a v následujícím roce vznikl známý Portrét císaře Karla V. se psem. Za tyto portréty mu bylo nabídnuto místo v císařských službách, ale Seisenegger odmítl a zůstal v méně placené funkci dvorního malíře Ferdinanada I. Habsburského.

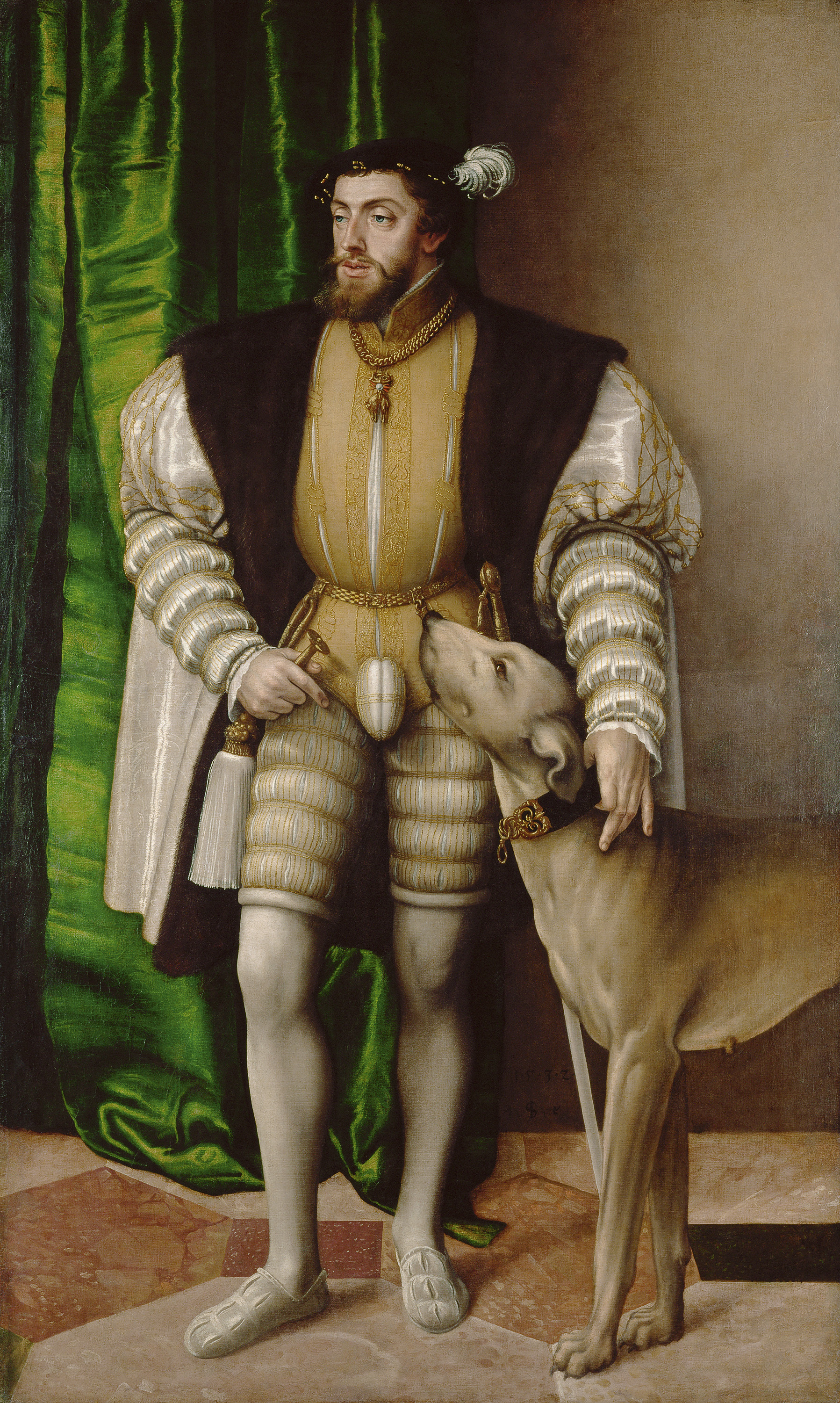
Císař Karel V. se psem (Seisenegger, 1532/3, olej na plátně, Uměleckohistorické muzeum, Vídeň)

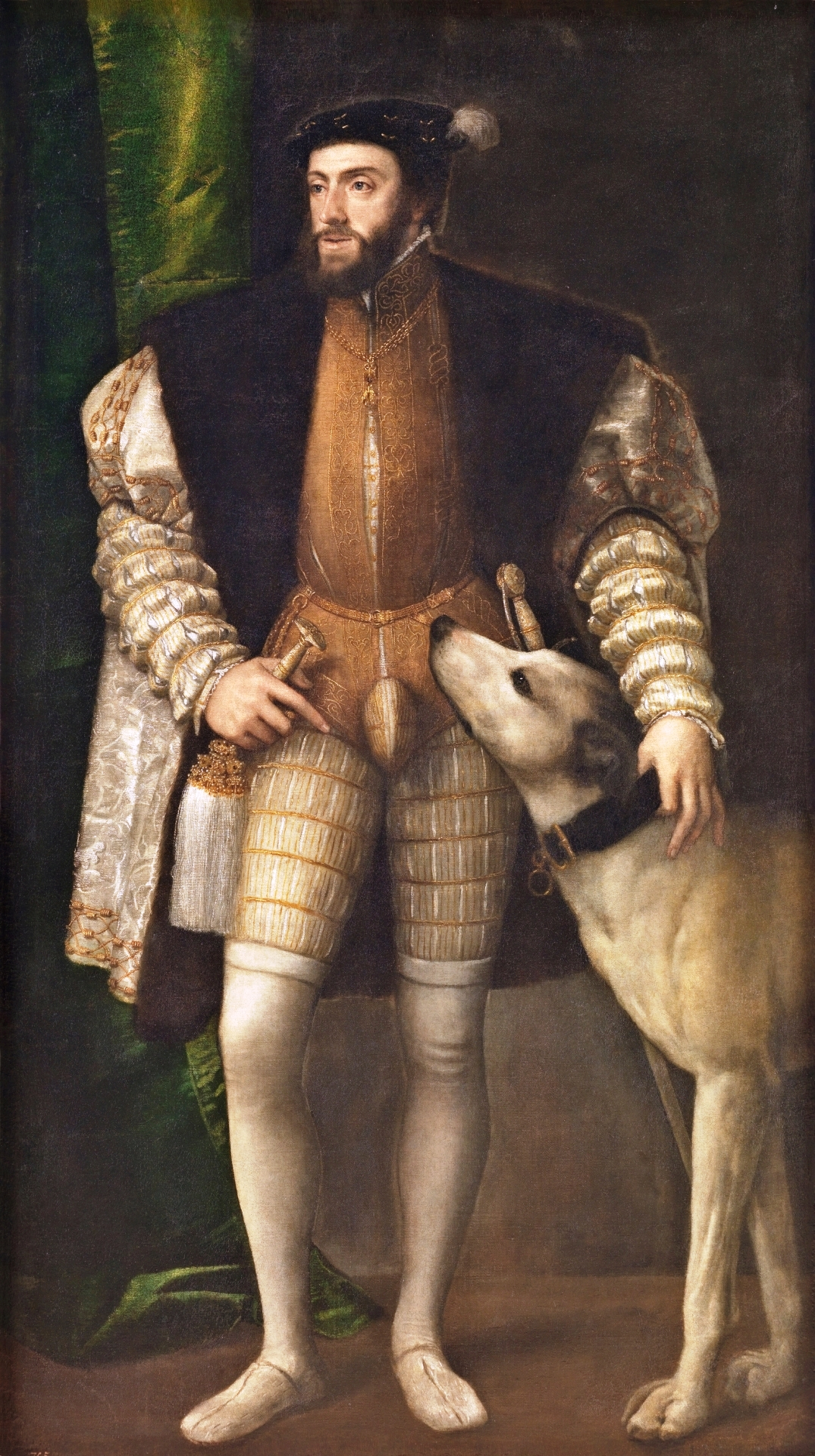
Císař Karel V. se psem (Tizian, 1532/3, olej na plátně, Prado, Madrid)

V té době byl již ženatý se Susannou Tscherte (1531), dcerou brněnského dvorního architekta Johanna Tscherta. Následující leta Seisenegger působil střídavě ve Vídni, Praze a v Českých Budějovicích, ale navštívil i Madrid, Antverpy a Gent.
V letech 1540-41 se opět zúčastnil říšského sněmu v Augsburgu. Následně se vrátil do Prahy, kde byl v souvislosti se smrtí královny Anny Jagellonské pověřen zhotovením jejího portrétu pro katedrálu sv. Víta (obraz zničen 1619). Účast na dalším říšském sněmu konaném v Augsburgu (1550-51) byla pro Seiseneggera významná tím, že se zde setkal s nejvýznamnějšími evropskými portrétisty té doby – s Lucasem Cranachem starším, Lambertem Sustrisem a s Tizianem. Poté se vrátil do Čech, aby zde portrétoval českou a moravskou šlechtu. V souvislosti se zvolením Ferdinanda I. Habsburského císařem Svaté říše římské (1556) byl Seiseneggerovi doplněn rodový erb a současně byl povýšen do šlechtického stavu s doživotním platem dvorního malíře. Celkové finanční příjmy tak Seiseneggerovi umožnily zakoupit dům ve Vídni (1549). Později však přesídlil s rodinou do Lince (1561), neboť jeho slábnoucí zrak mu již nedovoloval plnit objednávky žadatelů.
Působení v císařských službách Seisenegger ukončil již v roce 1557, kdy mu dvůr vyplatil částku 500 guldenů. V posledních letech života žil malíř především z císařovy finanční podpory. Koncem roku 1567 Jakob Seisenegger v Linci zemřel, ale podpora byla vyplácena i nadále manželce Susanně až do její smrti. Seiseneggerův hrob se nacházel na dnes již zrušeném hřbitově v blízkosti městské nemocnice, jižně od dnešního Taubenmarktu. A protože se nedochoval matriční záznam, neznáme ani přesné datum malířovy smrti.

## Umělecká tvorba
O Seiseneggerových začátcích nemáme zpráv. V jeho prvních dílech se objevují vlivy malířů dunajské školy. Byl to především celofigurální Dvojportrét saského vévody Jindřicha Zbožného a jeho manželky Kateřiny Meklenburské (Gemäldegalerie Alte Meister, Drážďany) namalovaný Lucasem Cranachem starším v roce 1514, který otevřel evropskou cestu k samostatné portrétní malbě. Cranachův vliv se projevil v Seiseneggerových časných portrétech plošnou dekorativností, vkusnou kompozicí a hladkou modelací, což dokládají deskové Portréty Adama I. z Hradce a jeho manželky Anny z Rožmitálu (zámek v Telči). Jsou to nejstarší Seiseneggerem signované obrazy datované 1529. Původně se jednalo o triptych, jehož součástí byl i Dvojportrét synů Jáchyma a Zachariáše (zámek Červená Lhota), pozdějších vládců Jindřichohradecka, respektive Telčska. Historici umění se domnívají, že součástí obrazového cyklu byly i portréty Adamových dcer - Magdalény, Elišky a Voršily (zatím nenalezené)., Seiseneggerova malířská technika se významně změnila v době jeho pobytu v Bologni (1532), kdy vznikl celofigurální portrét Císař Karel V. se psem namalovaný technikou olejomalby na plátně. Stejnou dataci má i obdobný portrét císaře Karla V., který ve stejné době namaloval Tizian. Historici umění vedou diskuzi o tom, zda Tizianův obraz je originálem nebo kopií zhotovenou na základě Seinseneggerovy předlohy.

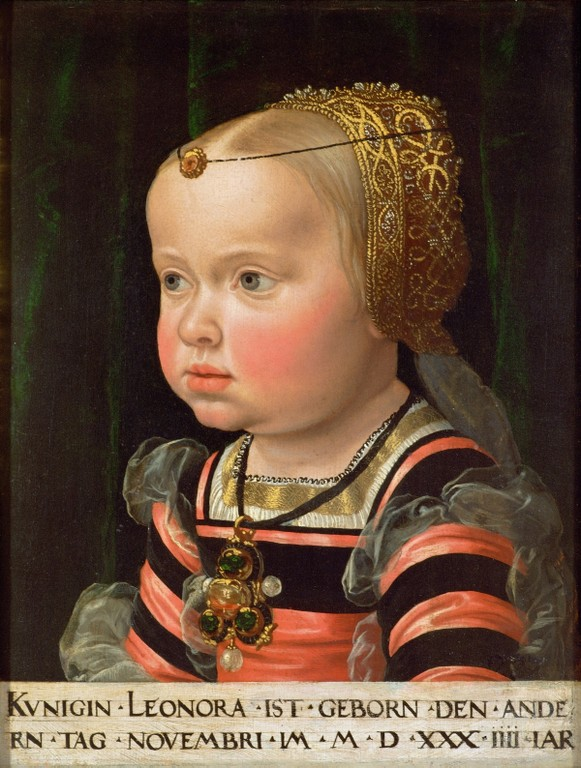
Portrét arcivévodkyně Eleonory ve dvou letech (1536, olej na dřevě, Uměleckohistorické muzeum, Vídeň)

V roce 1536 Seisenegger namaloval Portrét arcivévodkyně Eleonory, druhorozené dcery Ferdinanda I., ve věku dvou let (Uměleckohistorické muzeum, Vídeň). V dolní části obrazu je nápis identifikující zobrazenou osobu. Barevnost a vlastní provedení portrétu dokládá malířovo poučení na dílech malířů podunajské školy. Srovnáním s dětským Dvojportrétem Jáchyma a Zachariáše z roku 1529 je patrný vývoj malířovy tvorby. Podobné srovnání lze provést i v případě pozdějšího Seiseneggerova obrazu Portrét císaře Maxmiliána II. v chlapeckém věku (Obrazárna Pražského hradu). Ač obraz není signován, umělecký historik Jaromír Neumann v něm bezpečně rozpoznal Seiseneggerův malířský rukopis. Zobrazuje budoucího císaře Maxmiliána II. Habsburského (1527–1576) asi ve věku 15 let. Nejstarší syn císaře Ferdinanda I. je na něm oblečen do černého sametového oděvu španělského střihu a na hlavě má černý baret s bílým pérem. Strojený postoj mladíka kontrastuje se světlejší drapérií a s mramorovou podlahou na pozadí.

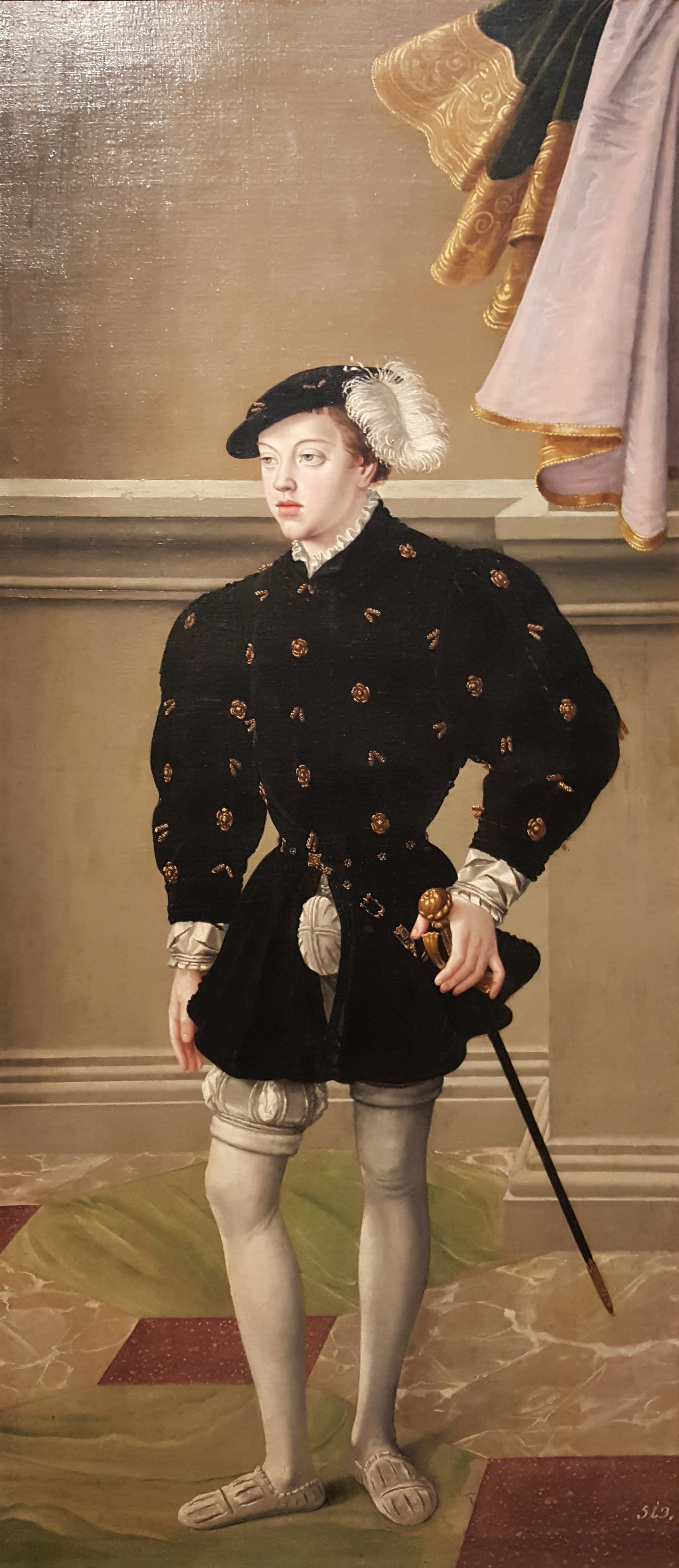
Podobizna Maxmiliána II. v chlapeckém věku (asi 1545, olej na plátně, Obrazárna Pražského hradu)

Seiseneggerovo augsburské setkání s Tizianem ovlivnilo malířovu tvorbu v průběhu 50. let 16. století, což je zvláště patrné na obraze Portrét Vratislava II. z Pernštějna (signovaný 1558). Šlechtic je na něm oblečen v renesančním oděvu španělského typu, přes který má černý plášť podšitý světlou kožešinou. Původně byl obraz považován za portrét Vratislava z Pernštejna, ale v současnosti historici umění se shodují, že portrétovaným je Jaroslav z Pernštejna, starší Vratislavův bratr.

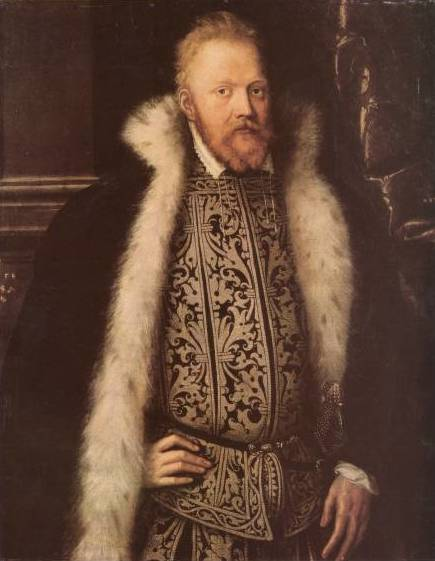
Portrét (zřejmě) Jaroslava z Pernštejna (1558, Lobkowiczké sbírky, Praha)

Během 50. let 16. století Seisenegger několikrát pobýval v Čechách, pro což svědčí portréty Pernštejnů. Dokládá to celofigurální Portrét Marie hraběnky Těšínské, rozené z Pernštejna (1550) nebo již zmíněný Portrét Vratislava II. z Pernštejna (1558). Později vznikl Dvojportrét Marie Manrique de Lara s nahým dítětem (1561/62), přičemž dítě bylo identifikováno jako Mariin syn Jan z Pernštejna. Poté přešel do služeb Viléma z Rožmberka, což dokládá Portrét Viléma z Rožmberka ve středním věku (1558-1560). V Lobkowiczkých sbírkách byl portrét datován až rokem 1565, což je datum méně pravděpodobné, neboť v té době byl malíř téměř slepý.
Ve své tvorbě Jakob Seisenegger rozvíjel až do své smrti „cranachovský“ typ portrétní malby, což v polovině 16. století působilo již archaicky. Dokládá to skutečnost, že pozdější portréty Viléma z Rožmberka malovali již portrétisté z augsburského prostředí poučení benátskou, vlámskou a později i španělskou portrétní malbou.

## Umělecko-historický význam díla Jakoba Seiseneggera
Již před koncem 15. století vznikají první reprezentativní portrétní galerie dekorující prostory panovnických sídel. Současně se portrét zvětšuje až do celofigurální podoby. Tento typ zpodobnění se následně šíří i do řad vysoké šlechty a bohaté buržoazie. Vznikla tak mezinárodně přijímaná celofigurální portrétní tradice, v jejímž duchu tvořil i Jakob Seisenegger. Malíři se podařilo navázat na freskový Dvojportrét krále Vladislava II. a jeho manželky Anny z Foix (Svatováclavská kaple, katedrála sv. Víta, Pražský hrad) z roku 1508, jehož autorem byl Mistr Litoměřického oltáře, který Seisenegger provázal s italskými portréty té doby. V 80. letech 16. století je však jeho portrétní styl nahrazen manýristickým stylem dvorních malířů rudolfínské Prahy.